# Глейх, Йозеф Алоис

Роман Йозефа Алоиса Глейха «Dagobert von Greifenstein…» 1840 г.

Йозеф Алоис Глейх (нем. Josef Alois Gleich; 14 сентября 1772, Вена — 10 февраля 1841, там же) — австрийский писатель, драматург и поэт.

## Биография
Учился у пиаристов в Вене. С 1790 года в течение сорока лет работал чиновником.

## Творчество
Автор более 100 романов и около 250 пьес для театров венских предместий. Писал, преимущественно, для Йозефштадского и Леопольдштадтского театров (Вена) народные пьесы, и под псевдонимом Dellarosa — значительное количество рыцарских и разбойничьих романов, вроде «Die Geisterglocke im Räuberthurm», «Die Höllenbraut oder die gespenstigen Rächer» и т. д.
Сюжеты своих комедий Глейх черпал в фольклоре и рыцарских романах. В весёлых, часто наивных комедиях Глейха добрые и злые духи вмешиваются в жизнь простых людей, торжествует справедливое, доброе начало.
Лучшие комедии Глейха — «Идор — странник подводного царства» (1820) и «Дух уничтожения и дух жизни» (1829). Комедии Глейха шли преимущественно в «Леопольдштадт-театре», в красочном оформлении с применением машин, дававших возможность быстро менять декорации и создавать феерические эффекты. В постановки его пьес были включены пение, музыка, танцы.
Видный представитель Старого венского народного театра. Помог своему зятю Фердинанду Раймунду состояться в качестве актёра.
В 1831 году основал периодическое издание: «Komische Briefe des Haus Jörgel v. Gumpolds-Kirchen».

## Память
- Одна из улиц венского района Донауштадт носит его имя.

## Избранные произведения
- Centilles. Eine Geschichte aus dem spanischen Insurrectionskriege, роман;
- Dagobert von Greifenstein, oder: Das Todtengericht um Mitternacht in den unterirdischen Schauerklüften der Burgfeste Theben in Ungarn, роман;
- Dittmar von Arenstein, oder: Die Rächer in der Todtenhalle, роман;
- Guido von Sendenstein, oder: Die Tempelritter in Mödling, роман;
- Das Blutmahl um Mitternacht, oder: Das wandernde Gespenst in Wiener Neustadt, роман;
- Die Belagerung Wiens durch die Türken, oder: Graf Rüdiger von Starhembergs Heldenmuth und Tapferkeit, роман;
- 1796 Fridolin von Eichenfels, роман;
- 1797 Der schwarze Ritter, oder: Die drei Waisen, роман;
- 1798 Die Todtenfackel, oder: Die Höhle der Siebenschläfer, роман;
- 1798 Der warnende Zaubergürtel, oder: Das Schauermännchen, роман;
- 1798 Die Wanderungen des Titters Eckberts von Klausenthal, роман;
- 1799 Wallrab von Schreckenhorn, oder: Das Totenmahl um Mitternacht, роман;
- 1800 Die beiden Spencer, oder: Die Wunder der Totengruft, роман;
- 1801 Bodo und seine Brüder, oder: Das Schloß der Geheimnisse, роман;
- 1807 Inkle und Jariko, Singspiel;
- 1807 Die Löwenritter, драма;
- 1807 Der Lohn der Nachwelt, драма;
- 1808 Kuntz von Kauffingen, драма;
- 1809 Unterthanenliebe, опера;
- 1816 Die Musikanten am Hohen Markt, фарс;
- 1816 Herr Adam Kratzerl von Kratzerlsfeld, фарс;
- 1820 Herr Dr. Kramperl, фарс;
- 1820 Komische Theaterstücke;
- 1820 Die weißen Hüte, драма;
- 1822 Der Eheteufel auf Reisen, фарс;
- 1822 Ydor, der Wanderer aus dem Wasserreiche;
- 1830 Reiseabenteuer im Eilwagen, фарс;
- 1840 Herr Joseph und Frau Baberl, фарс;
- 1851 Markulf der Eisenarm mit dem Riesenschwerte, oder: Der Todtentanz um Mitternacht im Schlosse Engelhaus bei Carlsbad, роман.